# ノースゲートビルディング

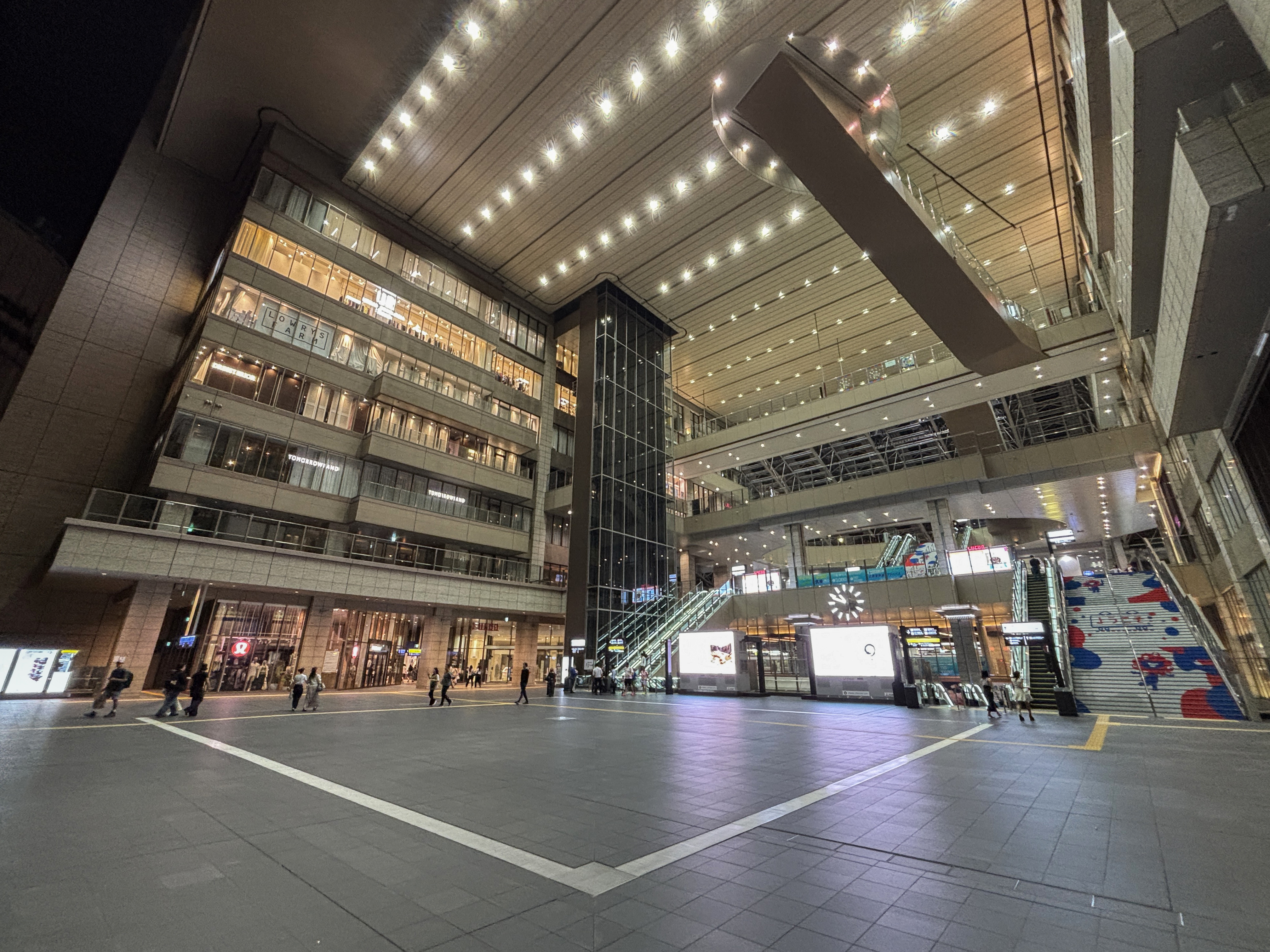
アトリウム広場

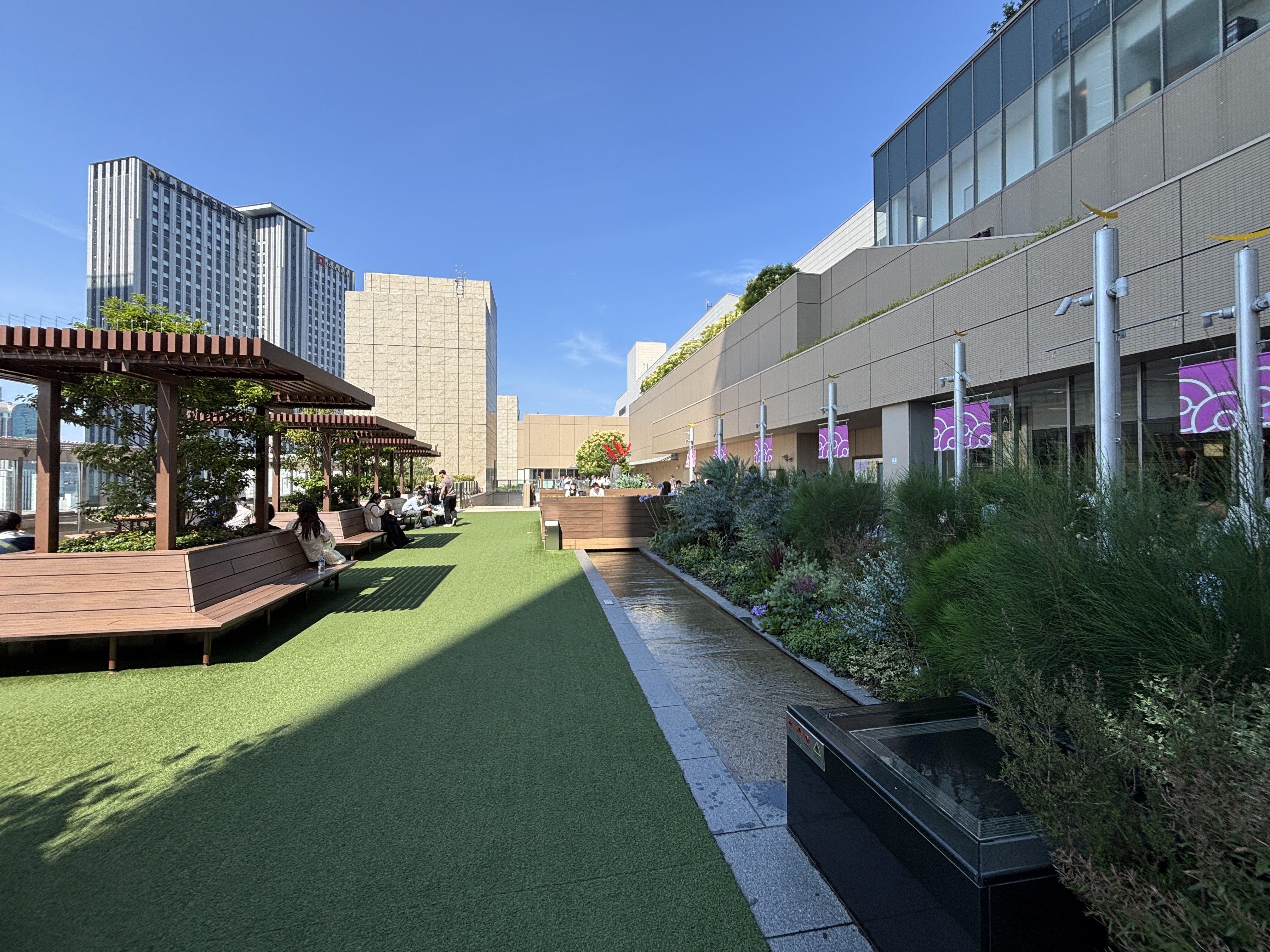
11階風の広場

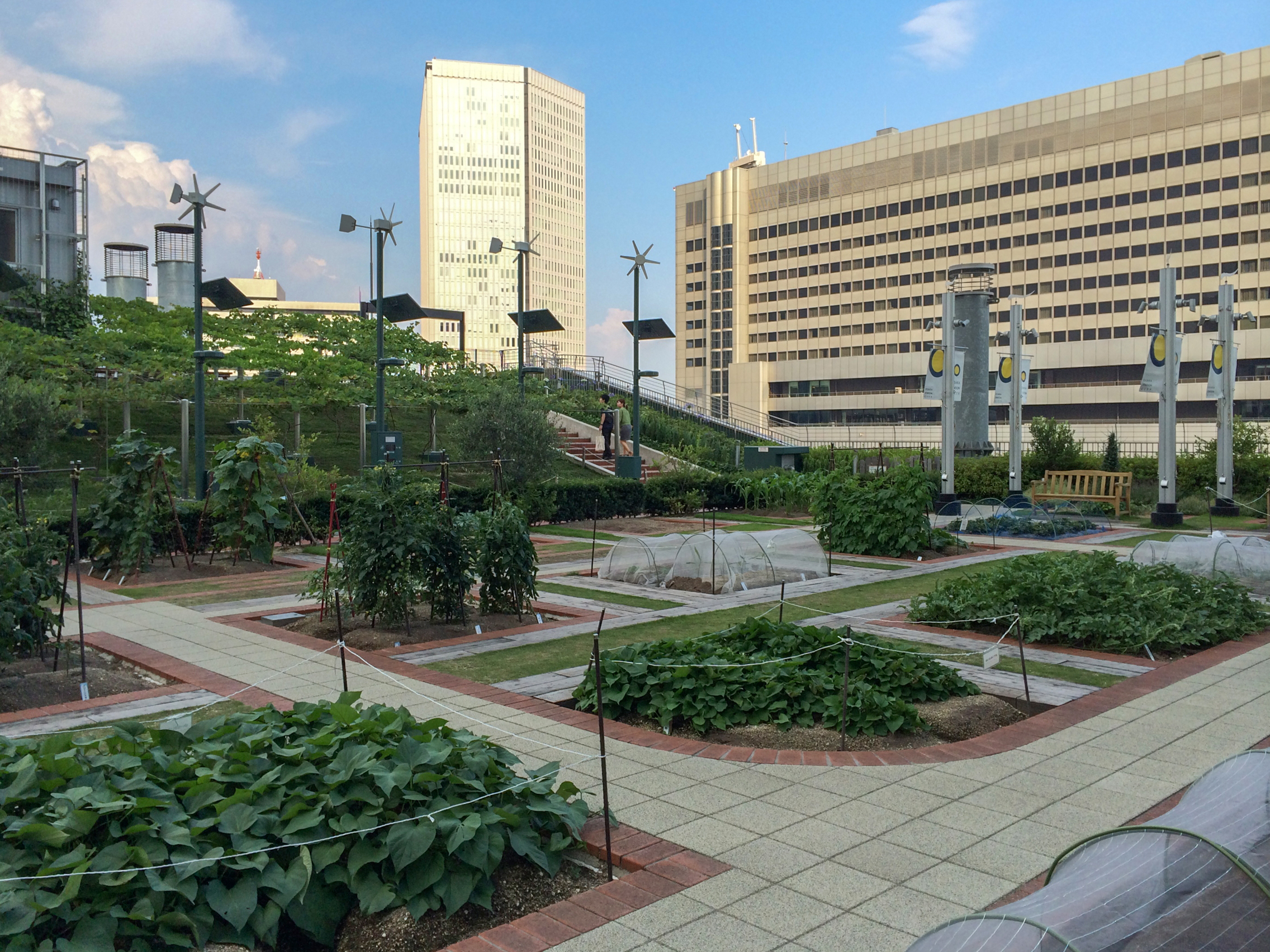
14階天空の農園

ノースゲートビルディング (NORTH GATE BUILDING) は、大阪府大阪市北区梅田に所在するJR大阪駅北側の駅ビル。ビルの正式名称は大阪駅新北ビルである。旧大阪駅北ビルと大阪駅旧9・10・11番のりば跡地に建設され、大阪駅と直結している。駅南側のサウスゲートビルディング（旧・アクティ大阪）などとともに巨大複合商業施設であり世界最大級の駅ビルである大阪ステーションシティを構成している。

## 概要
ノースゲートビルディングは西側の高層棟（28階建て・高さ約150m）と東側の低層棟（13階建て・高さ約78m）から構成され、中央部には巨大な吹き抜け空間である「アトリウム広場」が設置されている。旧・アクティ大阪を増築して改称したサウスゲートビルディングと異なり、新設の駅ビルである。
延床面積は21万m2。ファッションビルのルクア大阪（ルクア+ルクア イーレ）やシネマコンプレックス、大型フィットネスクラブ、伊藤忠商事大阪本社などが入居する高層のオフィスタワーなどで構成される巨大複合施設である。北側のグランフロント大阪、ヨドバシ梅田、北東側の阪急大阪梅田駅にそれぞれデッキで接続している。
2011年5月4日に開業し、初日には約50万人が訪れた。同年6月3日、開業1カ月で来店客数が1千万人を突破した。2024年に7月31日大阪駅の新駅ビルとして南西側に開業する「イノゲート大阪」にもデッキにて接続される。

## フロア構成
| 階        | 西                                         | 中央                                       | 中央                                       | 東                                         |
| --------- | ------------------------------------------ | ------------------------------------------ | ------------------------------------------ | ------------------------------------------ |
| 28階      | ラグナヴェール PREMIER                     | ×                                          | ×                                          | ×                                          |
| 15 - 27階 | オフィス                                   | ×                                          | ×                                          | ×                                          |
| 14階      | オフィス                                   | 天空の農園                                 | 天空の農園                                 | ×                                          |
| 12・13階  | コナミスポーツクラブ大阪ステーションシティ | コナミスポーツクラブ大阪ステーションシティ | コナミスポーツクラブ大阪ステーションシティ | コナミスポーツクラブ大阪ステーションシティ |
| 11階      | 大阪ステーションシティシネマ               | 大阪ステーションシティシネマ               | サポートプラザ                             | サポートプラザ                             |
| 11階      | 大阪ステーションシティシネマ               | 大阪ステーションシティシネマ               | 風の広場                                   |                                            |
| 10階      | ルクアダイニング                           | ルクアダイニング                           | ルクアダイニング                           | ルクアダイニング                           |
| 10階      | ルクアダイニング                           | 和らぎの庭                                 |                                            | ルクアダイニング                           |
| 9階       | ルクア イーレ専門店街                      | 吹き抜け                                   | 吹き抜け                                   | ルクア専門店街                             |
| 8階       | ルクアイーレ専門店街/isetan                | 吹き抜け                                   | 吹き抜け                                   | ルクア専門店街                             |
| 7階       | ルクアイーレ専門店街                       | 連絡通路                                   | 連絡通路                                   | ルクア専門店街                             |
| 6階       | ルクアイーレ専門店街                       | 吹き抜け                                   | 吹き抜け                                   | ルクア専門店街                             |
| 5階       | ルクアイーレ専門店街                       | 連絡通路                                   | 連絡通路                                   | ルクア専門店街                             |
| 4階       | isetan                                     | 吹き抜け                                   | 吹き抜け                                   | ルクア専門店街                             |
| 3階       | ルクアイーレ専門店街                       | 連絡通路                                   | 連絡通路                                   | ルクア専門店街                             |
| 2階       | ルクアイーレ専門店街 /isetan               | アトリウム広場                             | アトリウム広場                             | ルクア専門店街                             |
| 2階       | ルクアイーレ専門店街 /isetan               | アトリウム広場                             | アトリウム広場                             | カリヨン広場                               |
| 1階       | isetan                                     | 連絡通路                                   | 連絡通路                                   | ルクア専門店街                             |
| 地下1階   | ルクアイーレ専門店街                       | ルクア専門店街                             | ルクア専門店街                             | ルクア専門店街                             |
| 地下1階   | ルクアイーレ専門店街                       | ルクアイーレ専門店街/isetan                |                                            | ルクア専門店街                             |
| 地下2階   | Lucua Food Hall                            | Lucua Food Hall                            | Lucua Food Hall                            | バルチカ                                   |

## 主な入居施設

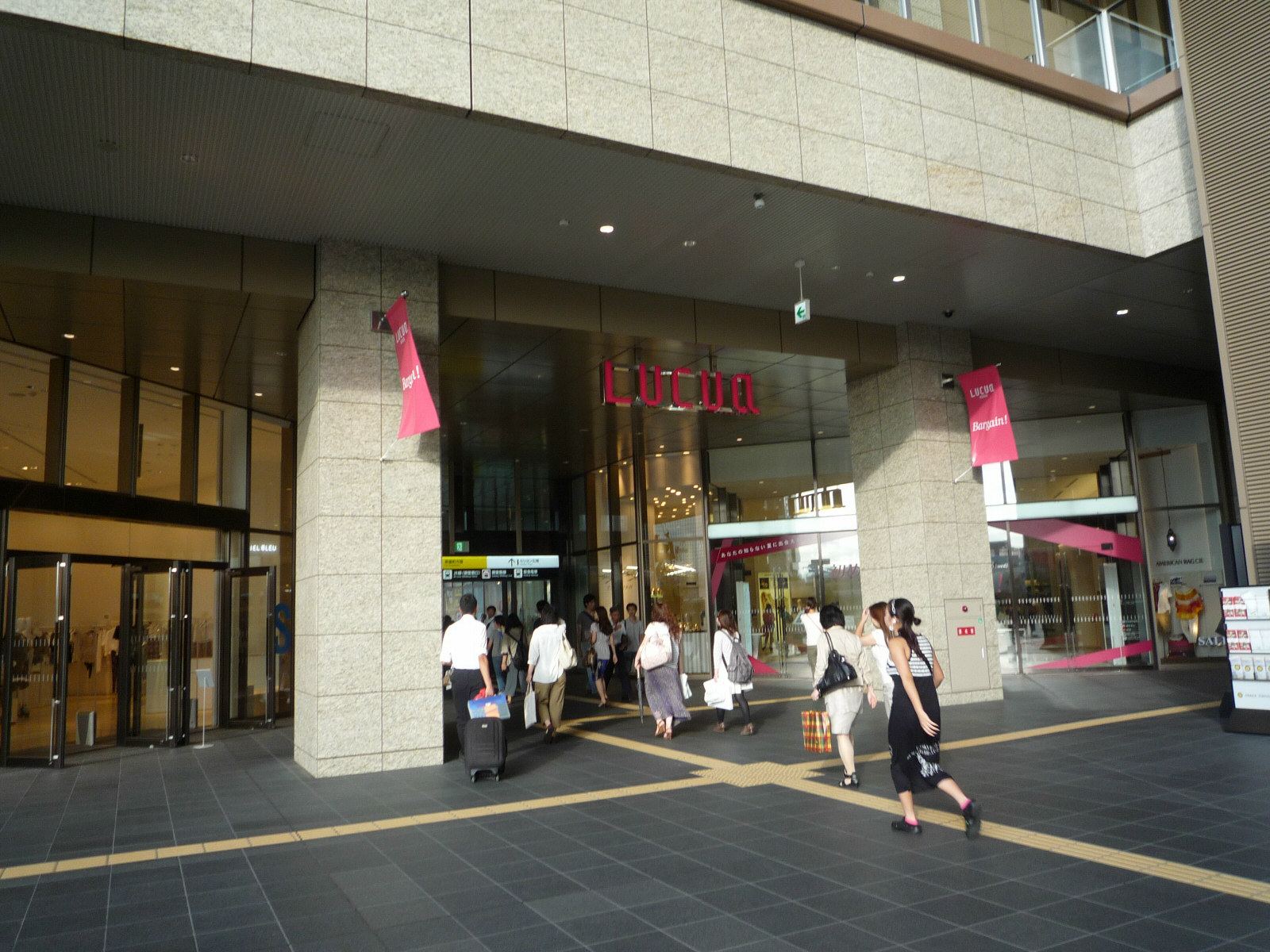
ルクア2階出入口

### ルクア
ビル東側の地下1階から10階に入居するJR西日本SC開発の専門店街（ファッションビル）である。「ルクア（LUCUA）」という施設名は「Lifestyle」「Urban」「Current」「Axis」の頭文字であり、「Look up」「歩く」ともかけて命名された。ルクア イーレ（LUCUA 1100）とアトリウム広場を挟んで隣接している。

### ルクア イーレ

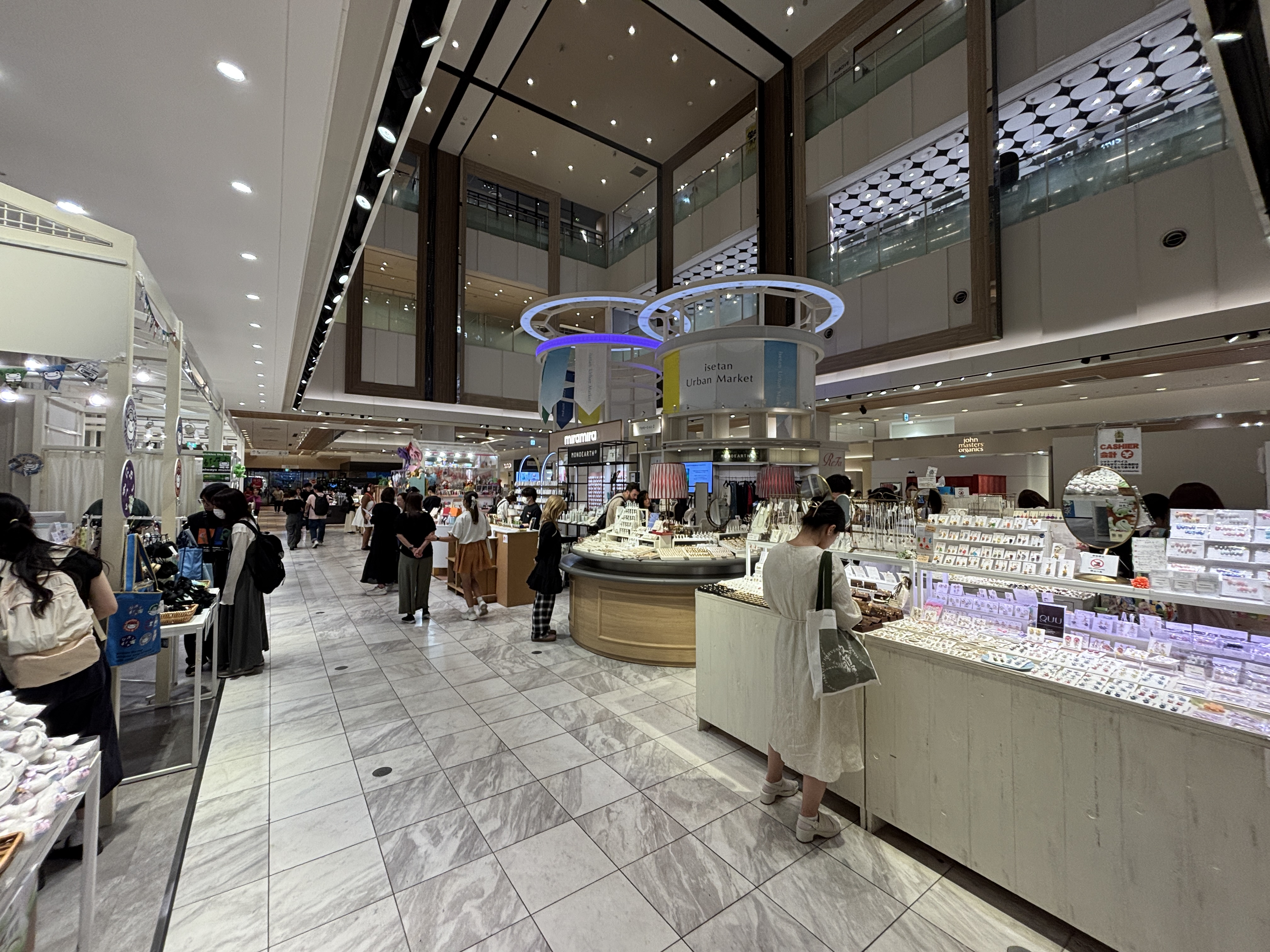
ルクア イーレ

ビル西側の地下2階から10階までに出店する。以前はジェイアール西日本伊勢丹が運営する「JR大阪三越伊勢丹」という屋号の百貨店であった。三越と伊勢丹の経営統合の象徴として「三越伊勢丹」の名で初出店した店舗であった。JR大阪三越伊勢丹は周辺の百貨店との競争激化により業績不振に陥り、2015年4月にファッションビルである「ルクア イーレ（LUCUA 1100）」に転換した。

### 大阪ステーションシティシネマ

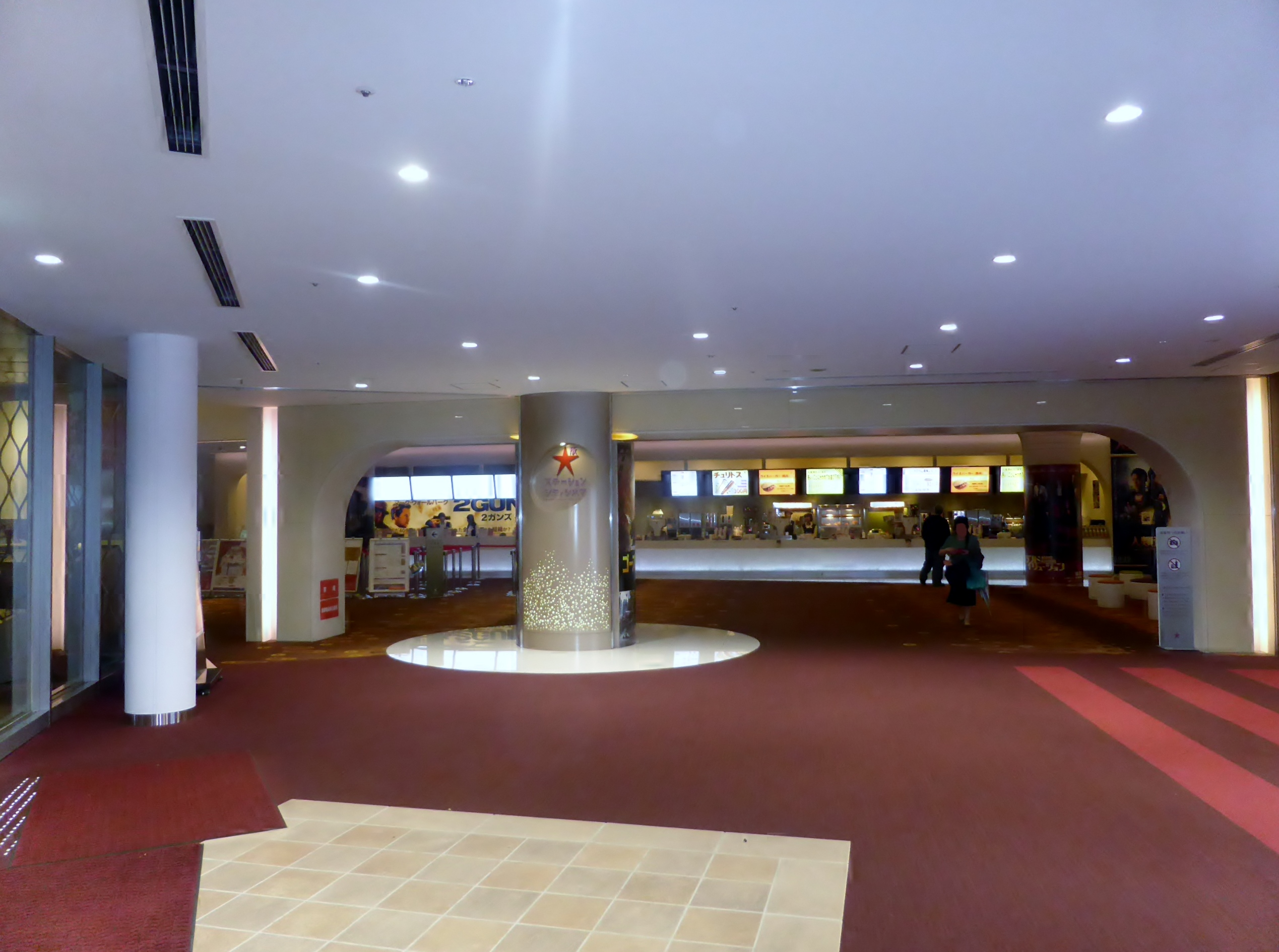
大阪ステーションシティシネマ

ビル東側の11・12階に入居する12スクリーン・約2,500席を備える関西最大級のシネマコンプレックスで、松竹マルチプレックスシアターズ（松竹グループ）・TOHOシネマズ（東宝グループ）・ティ・ジョイ（東映グループ）の大手3社が共同で運営する。これは札幌シネマフロンティア（札幌駅・札幌ステラプレイス）に次いで2例目となる。
3Dスクリーンは合計4スクリーン設置され、3D上映システムは、日本初上陸の「ネストリ3Dシネマシステム」を採用している。
なお、この施設の開業に伴い、松竹系の梅田ピカデリーは2011年1月16日をもって閉館した。

### 大阪駅JR高速バスターミナル
ビル1階北側（交通広場1階）にあるバスターミナルで、ノースゲートビルディング完成まで大阪駅桜橋口にあった高速バス乗り場（西日本JRバスと共同運行会社が使用）と、御堂筋北口にあった阪急バス（加島線）と大阪市営バス（降車専用）のバス乗り場を集約させる形で設置された。

### その他
- コナミスポーツクラブ　大阪ステーションシティ
- JTB(JTB関西)大阪ステーションシティ支店
- ファミリーマート（大阪ステーションシティ店）
- ラグナヴェールプレミア（レストラン＆ウエディング）
- サポートプラザ（百貨店ギフトサロン、コンビニ、カフェ、旅行代理店、ATM）
- オフィス(入居テナント)
  - 伊藤忠商事大阪本社 - 2011年に伊藤忠ビル（現大阪御堂筋ビル）より移転[7]
  - 伊藤忠テクノソリューションズ
  - タキロンシーアイ本社